# آخیرو

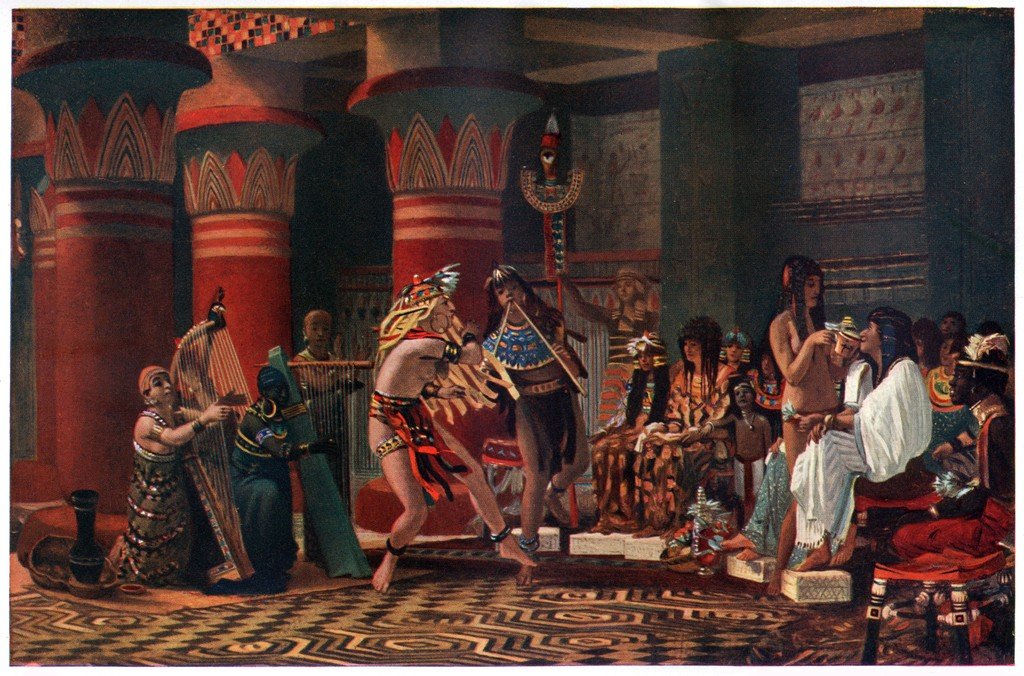
نقاشی از آخیرو، یا آنخیرهو

آخیرو، یا آنخیرهو، یا آنخینو (که احتمالاً تلفظ اشتباه آخیرو است)، در اساطیر یونانی یک نیاد، یکی از دختران خدای رود، نیلوس است. او همچنین همسر بلوس، و از این طریق مادر ایژیپتوس و دانائوس و به روایتی، سفیوس پادشاه اتیوپیا و فینئوس است. مشهور است که او علاوه بر این، شریک سیتون، پسر آرس، بود و برای او دو دختر به نامهای پالن و روتیا به دنیا آورد. نام دو شهر اساطیری از نام‌های این دختران گرفته شده است.